# 許佑格
许佑格（德語：Jörg Wolfram Polster，1962年—），德國外交官。现任德国在台協會會長，亦是台灣女婿。曾任德國驻印度大使馆公使、德國驻委内瑞拉临时代理大使。

## 生平
許佑格曾先後派駐韓國、臺灣、越南、美國、委內瑞拉以及印度等地；1999年至2003年曾擔任德國在臺協會副處長，2021年年底抵達臺北就任。愛好爬山。